# Ганс Бургкмайр Старший
Ганс Бургкмайр Старший (нім. Hans Burgkmair) (1473 , Аугсбург — 1531 , там само) — німецький художник і гравер зламу 15-16 ст.

## Біографія
Ганс Бургкмайр походив з родини художників. Початкове навчання він пройшов у свого батька, художника Томана Бургкмайра (1444—1523). З 1488 до 1490 року Бургкмайр проходив навчання в Кольмарі в Ельзасі у Мартіна Шонгауера . Не виключено, що в роки мандрів він доїхав з Аугсбурга до Кельна . Близько 1507 року художник відвідав Італію, де його ппривабила творчість Карло Крівеллі й Вітторе Карпаччо . Окрім живопису Бургкмайр займався ксилографією . Ганс Бургкмайр неодноразово одержував замовлення від самого імператора Максиміліана I і користувався великою славою як у себе в Аугсбурзі, так і за його межами.

## «Іоанн Богослов на Патмосі»
Вівтар Ганса Бургкмайра «Іоанн Богослов на Патмосі» (1518) з мюнхенської Пінакотеки є одним з найвидатніших творів епохи Відродження У Німеччині. Цю картину для його своїє колекції живопису придбав баварський курфюрст Максиміліан I . Напис на одній із стулок говорить, що час її створення — 1518 рік, пора повного розквіту творчості художника. На бічних стулках представлені фігури святого Еразма і святого Мартина, на центральній — євангеліст святий Іоанн. Усі персонажі тісно пов'язані з навколишньою природою, що правила не лише за тло картини, а була й середовищем дій персонажів. Бургкмайр у цій картині безперечно зазнав впливу образів Ізенгеймського вівтаря Грюневальда .

## Галерея

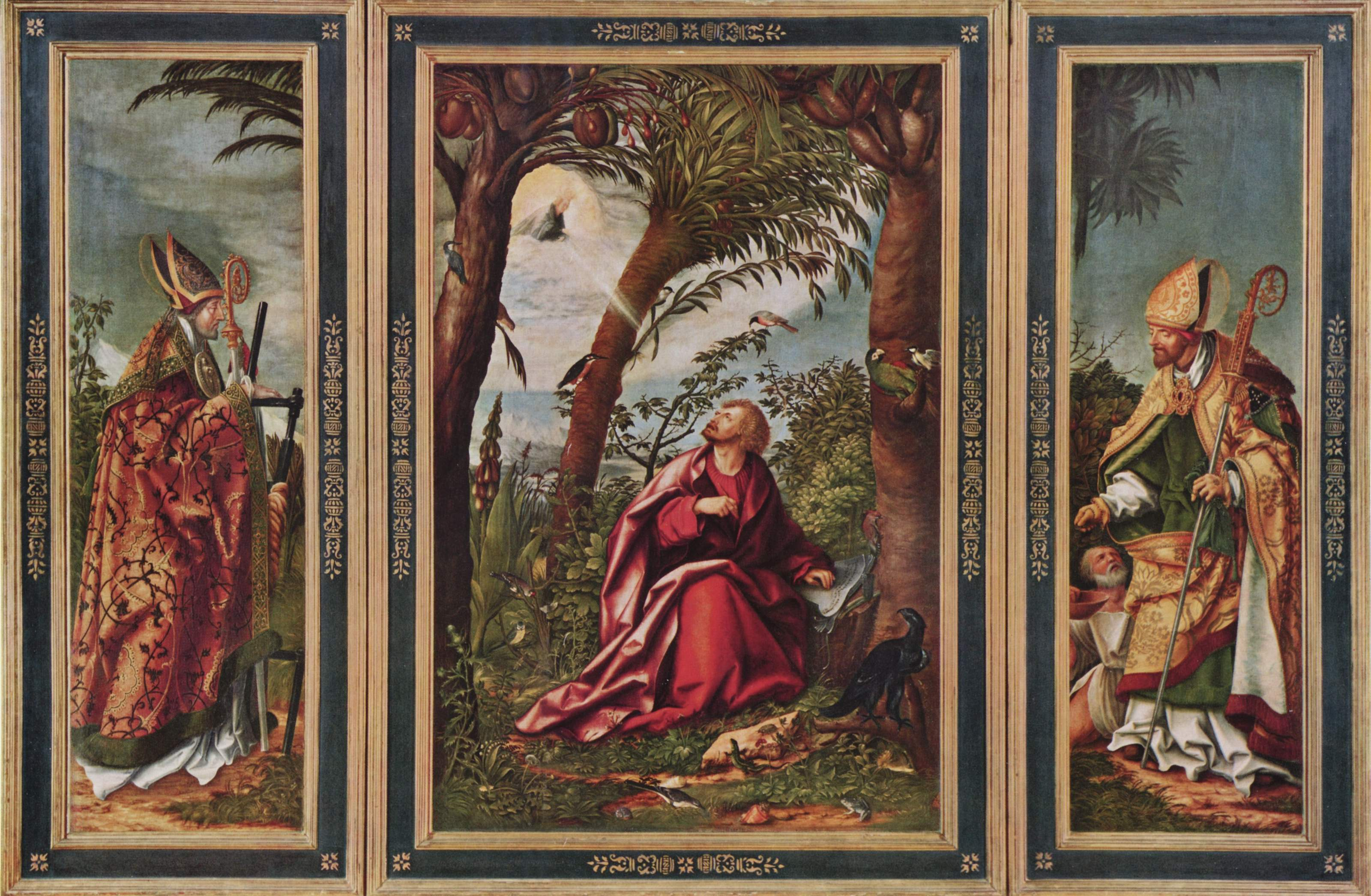
Вівтар «Іоанн Богослов на остові Патмос», Стара Пінакотека, Мюнхен

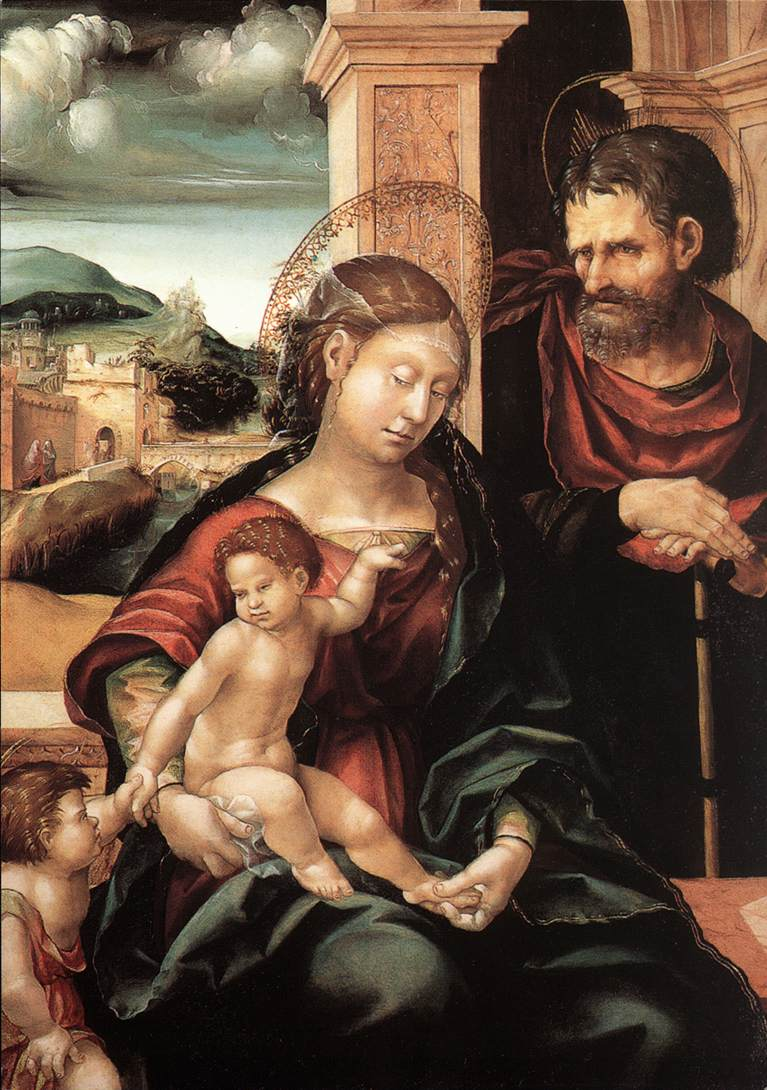
«Св. Родина з Іваном Хрестителем дитиною», бл. 1525 р., Берлін
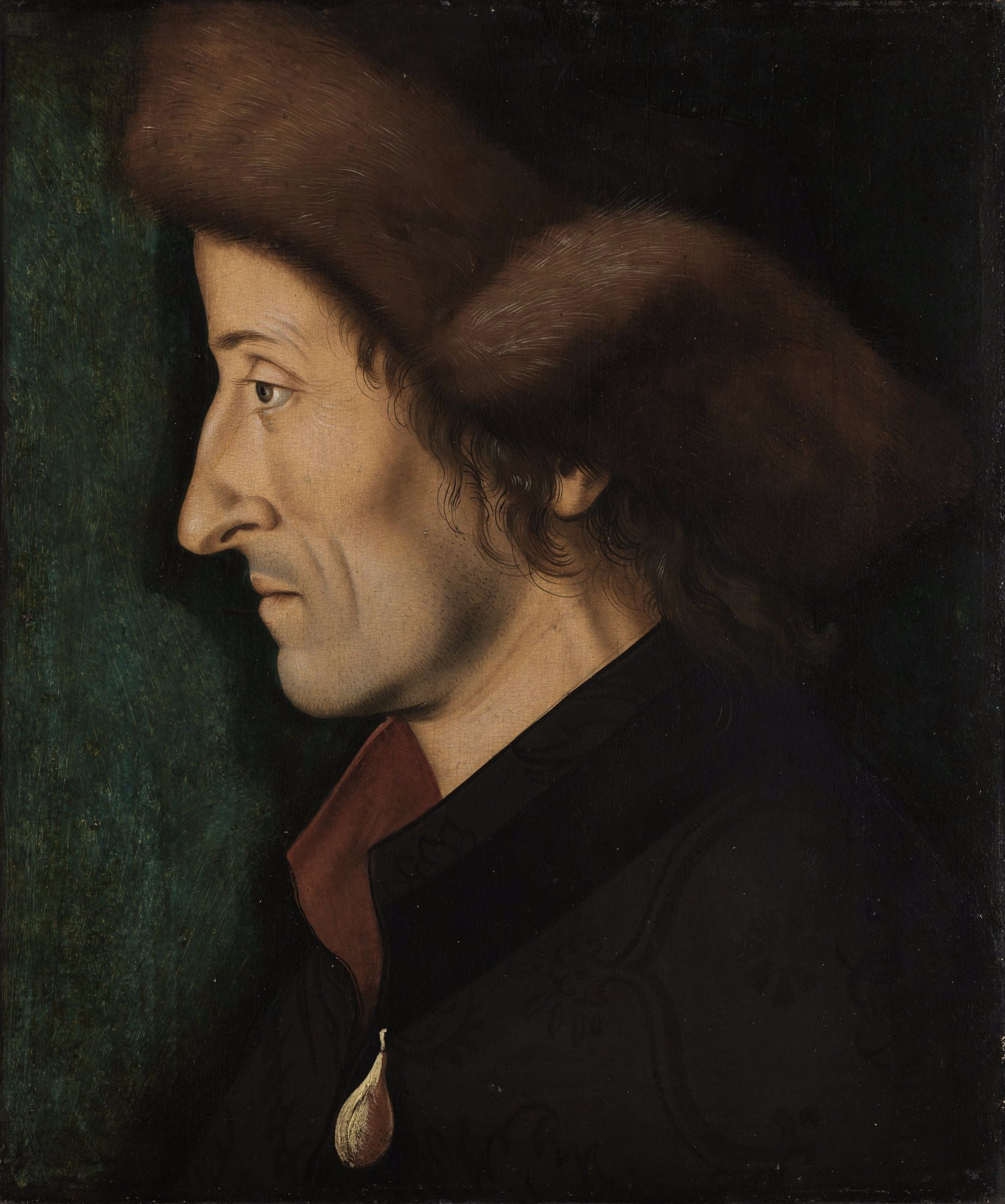
Портрет Себастьяна Бранта. бл. 1508. Кунстгалле. Карлсруе
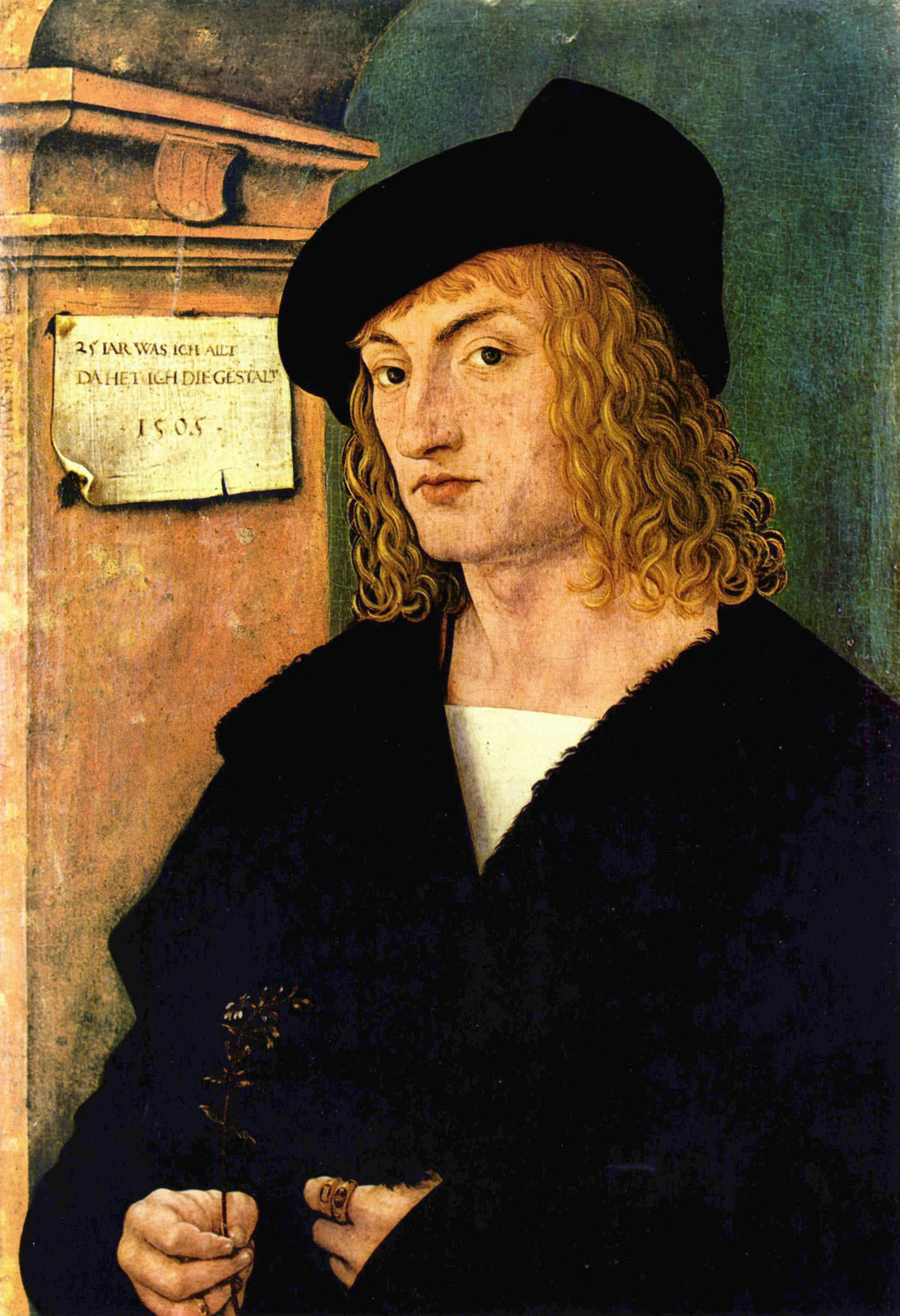
Портрет Ганса Шелленбергера. 1505 р. Музей Вальрафа-Ріхарца. Кельн
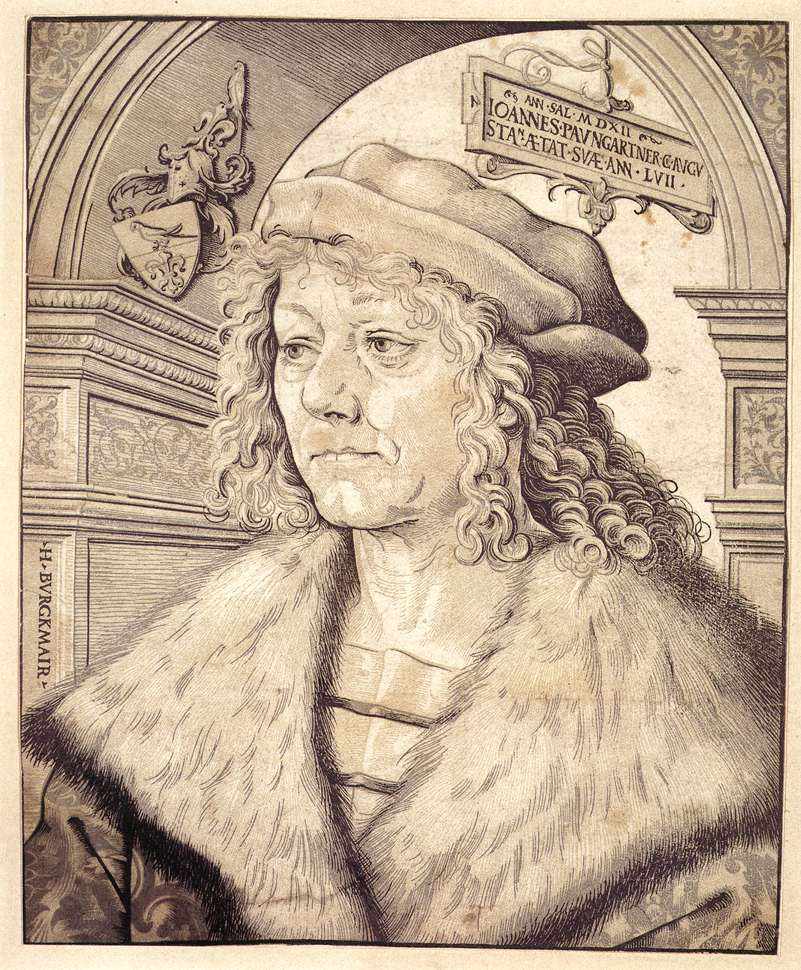
Портрет Ганса Паумгартена, 1512 р.
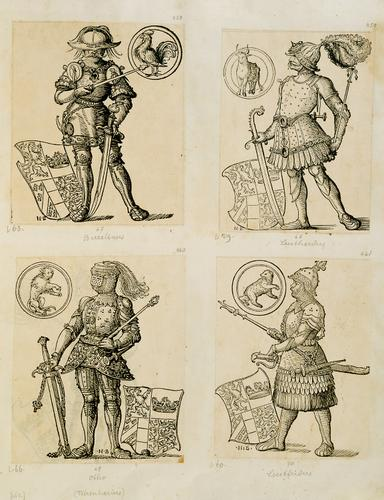
«Лицарські обладунки», Художньо-історичний музей, Відень

## Графічні серії Ганса Бургкмайра

«Хтивість», серія Сім гріхів, дереворит, бл. 1510 р., Британський музей.

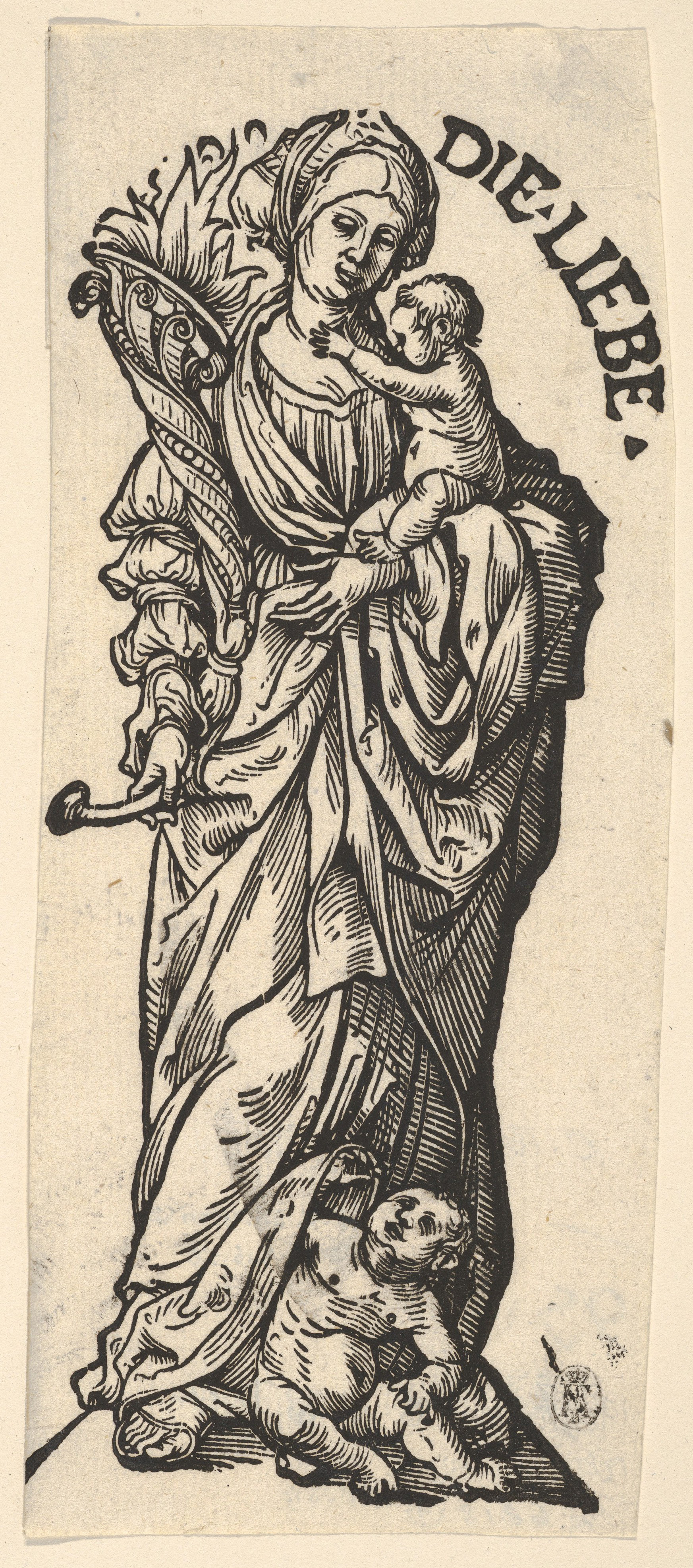
Алегорія «Милосердя», серія «Сім чеснот»
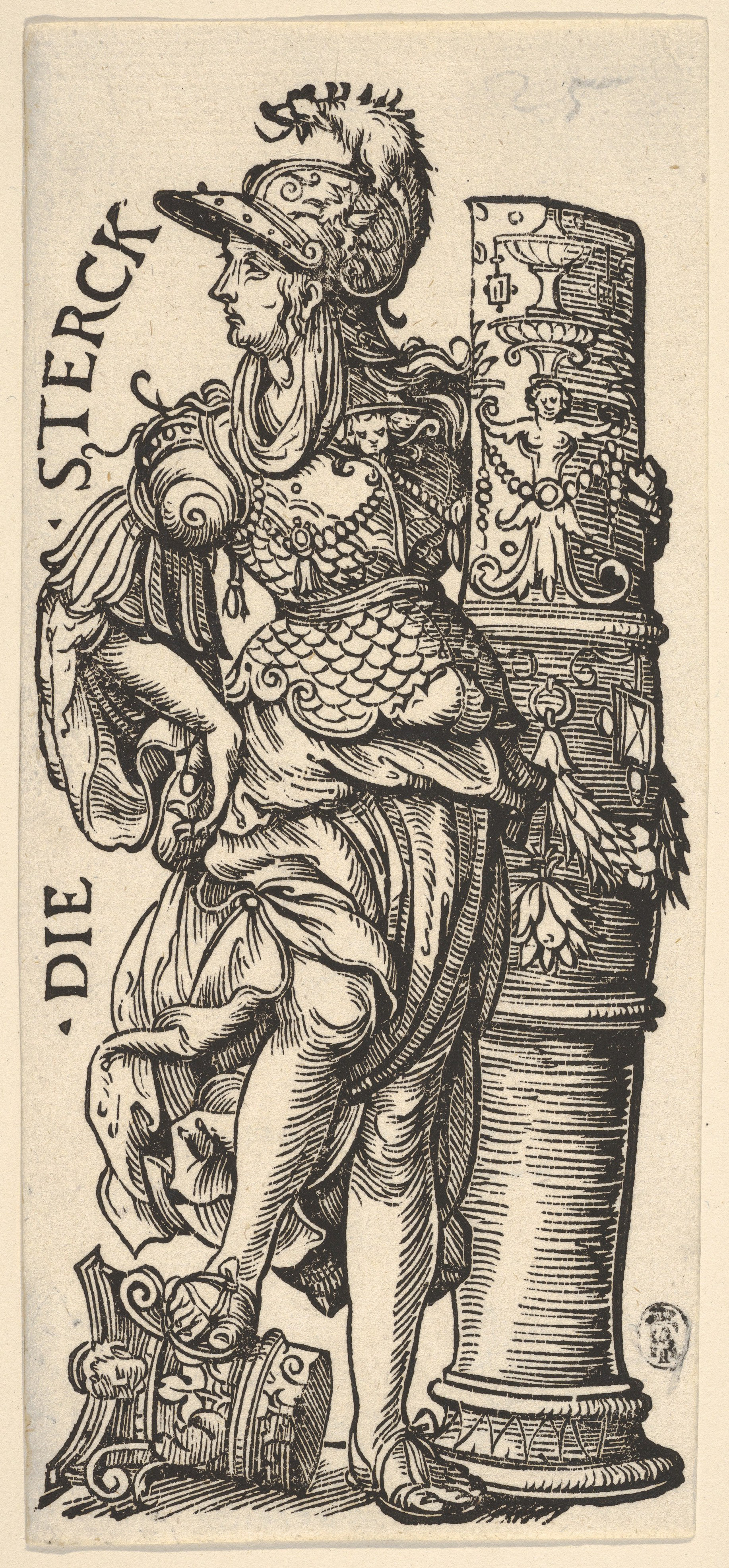
Алегорія «Сила духа», серія «Сім чеснот»
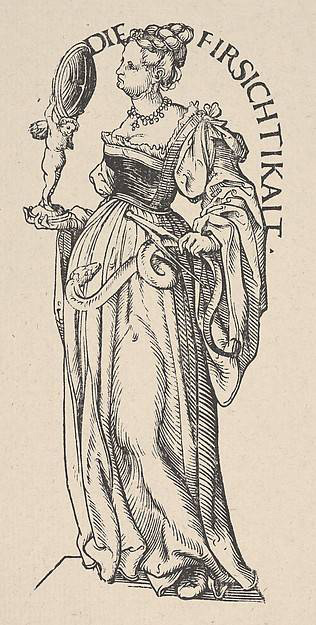
«Виваженість», серія «Сім чеснот»
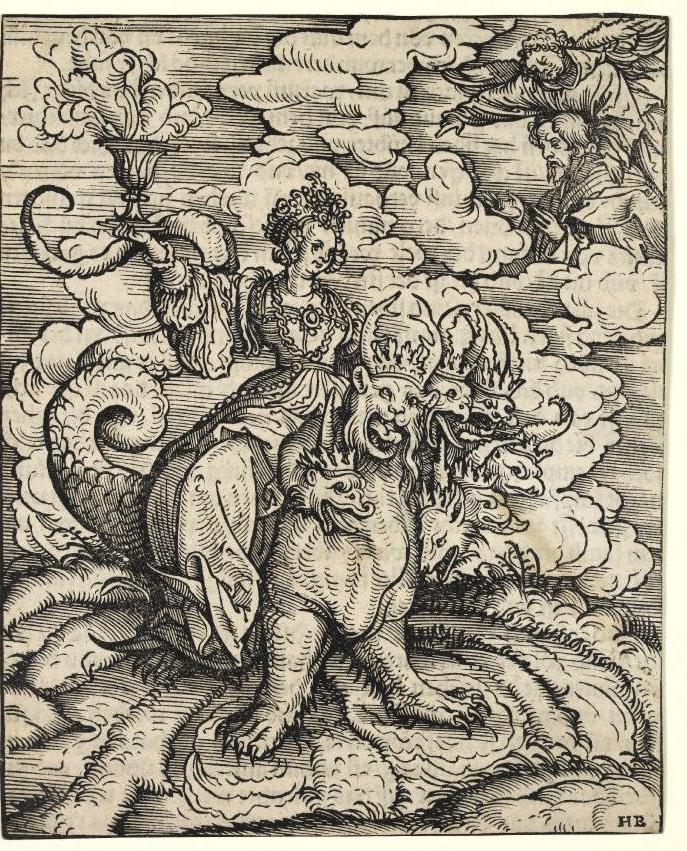
«Вавилонська блудниця», серія Апокаліпсис
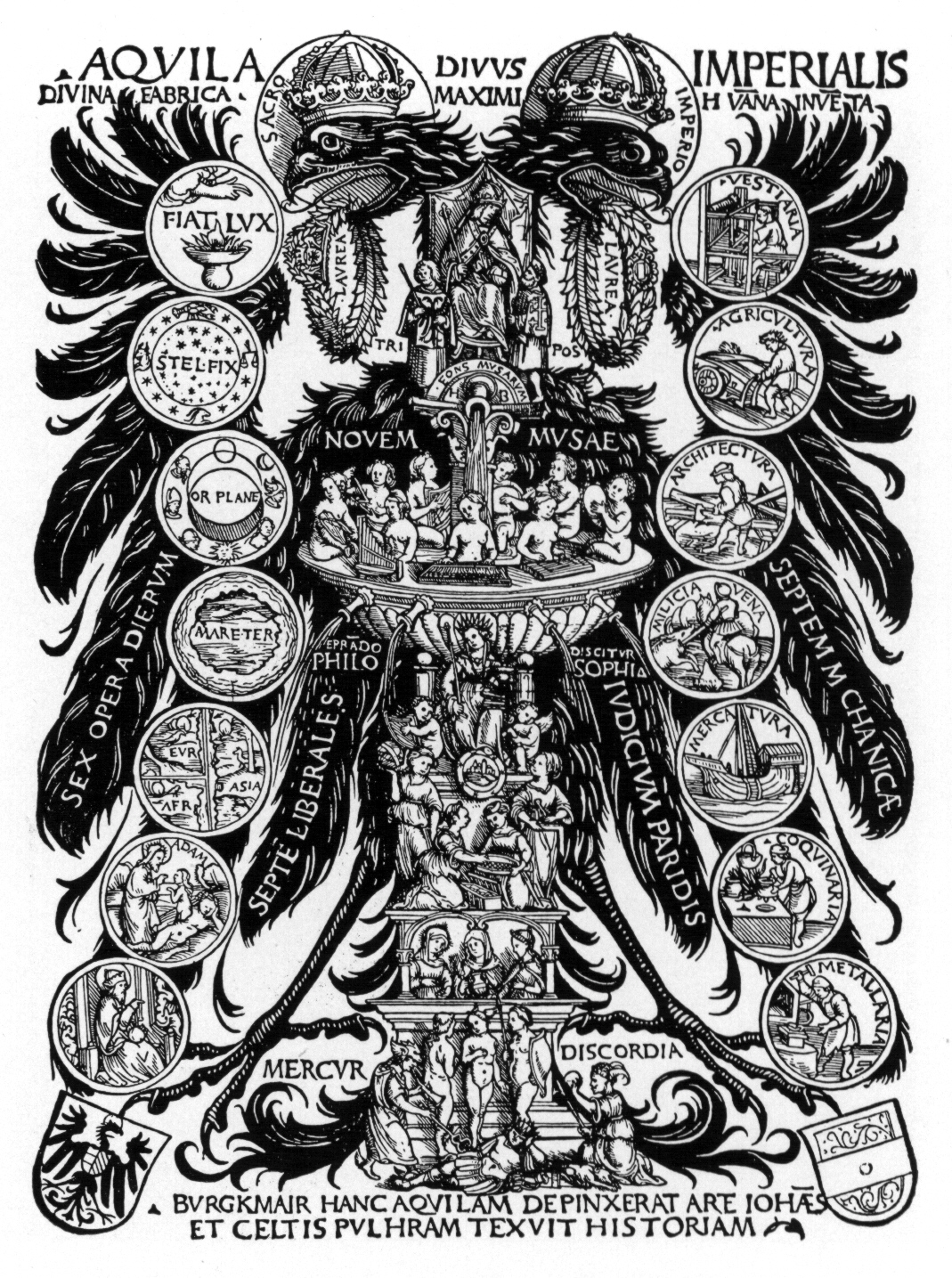
Імперський орел з поєднанням символіки колегіуму. 1508.